# Jean Cedeño
Jean Carlos Cedeño Preciado (nacido el 7 de septiembre de 1985) es un exfutbolista panameño que jugó como defensa.

## Trayectoria
Cedeño se formó y jugó  el Chorrillo antes de mudarse al extranjero para jugar junto a sus compatriotas Alcibíades Rojas y Rolando Blackburn en el equipo guatemalteco Juventud Retalteca. De vuelta en Panamá jugó para Chorrillo y Alianza. Se incorporó al Árabe Unido en enero de 2014. Se incorporó el e 2016 al SD Atlético Nacional, también se incorporó al Chorrillo FC y a mitad del 2017 se incorporó al Alianza FC y se incorporó en el 2019 al Santa Gema FC donde se retiró.

## Selección nacional
Hizo su debut con Panamá en un partido amistoso de diciembre de 2010 contra Honduras y, hasta mayo de 2015, jugó un total de 20 partidos sin marcar goles. Representó a su país en 4 partidos de clasificación para la Copa Mundial de la FIFA y jugó en la Copa Centroamericana del 2011  y 2013, así como en la Copa Oro CONCACAF 2013.

### Participaciones en selección nacional
| Copa                      | Sede           | Resultado    | Partidos | Goles |
| ------------------------- | -------------- | ------------ | -------- | ----- |
| Copa Centroamericana 2011 | Panamá         | Tercer lugar | 4        | 0     |
| Copa Centroamericana 2013 | Costa Rica     | Quinto lugar | 3        | 0     |
| Copa Oro 2013             | Estados Unidos | Subcampeón   | 1        | 0     |

## Clubes
| Club                 | País      | Año         |
| -------------------- | --------- | ----------- |
| Chorrillo FC         | Panamá    | 2007 - 2010 |
| Juventud Retalteca   | Guatemala | 2010 - 2011 |
| Chorrillo FC         | Panamá    | 2011        |
| Alianza FC           | Panamá    | 2012 - 2013 |
| CD Árabe Unido       | Panamá    | 2014 - 2015 |
| SD Atlético Nacional | Panamá    | 2016        |
| Chorrillo FC         | Panamá    | 2017        |
| Alianza FC           | Panamá    | 2017        |
| Santa Gema FC        | Panamá    | 2019        |

## Palmarés

### Títulos nacionales
| Título           | Club           | País   | Año    |
| ---------------- | -------------- | ------ | ------ |
| Primera División | CD Árabe Unido | Panamá | 2015-C |
| Primera División | CD Árabe Unido | Panamá | 2015-A |

## enlaces externos
- Ficha oficial de Jean Cedeño en Transfermarkt
- Ficha oficial de Jean Cedeño en Soccerway
- Ficha oficial de Jean Cedeño en CeroaCero
- Ficha oficial de Jean Cedeño en Footballdatabase

- Datos: Q10545637